# 飯田正人
飯田 正人（いいだ まさひと、1949年4月5日 - 2012年5月18日 ）は、最高位戦日本プロ麻雀協会に所属した競技麻雀のプロ雀士（かつては101競技連盟にも所属）。富山県出身。早稲田大学法学部卒。

## 略歴
池袋の雀荘「ハッピー」のマネージャー、立教大学側に立地した雀荘「リツ」の経営を経て1981年、32歳のときに第6期最高位戦BIIリーグでプロデビュー。プロデビュー後はしばらくタイトルに縁がなかったが、最高位戦と同時に参加していた101競技連盟において、初タイトルとなる第5期八翔位を獲得。1989年に最高位を初めて獲得し、以後1993年まで4連覇。2009年に10回目の最高位を獲得してからは、協会から公式に永世最高位と呼ばれるようになった。通算10期の最高位保持は史上最多（2位は金子正輝と近藤誠一の4期）。第7期にBIリーグ、第8期にAリーグへ連続昇級する。以来、2010年まで28期連続Aリーグを維持。2011年は体調不良のため特別休場。
テレビ公式対局にも草創期から関わり、モンド麻雀プロリーグ（旧名称：麻雀デラックス）には「第1回モンド21杯」から参加。「名人戦」にも第1回から出場し続け、第6回名人戦では決勝第1戦ラスからの大逆転で、名人戦では初となる3度目の優勝（第13回名人戦で新津潔が3度目の優勝を達成するまでは単独最多記録）を達成。これにより第8回モンド王座決定戦の出場権を獲得していたが、体調不良で欠場し、準優勝だった前原雄大が繰り上がって出場。この第6回名人戦（決勝第2戦）が最後のテレビ対局・公式対局となった。
2012年5月18日未明に大腸癌のため亡くなった（63歳没）。同年にAリーグへ復帰の予定だったが、叶わなかった。
逝去後の2013年より、最高位戦Classicの名称が「飯田正人杯 最高位戦Classic」と改められた。

## 雀風
基本に忠実で、攻め時とやめ時の判断が巧みであった。リーチをかけてツモ和了という重厚な雀風で、手役よりも良形を重視する。そのため、七対子などの愚形和了りは好まない。対子系になったら崩すほどで、巡目が深くなりすぎると降りを選択するくらいであるが、どうしても七対子になってしまった場合は仕方なく和了する。しかしながら、後述する三色同順は両門待ちの場合は良形であるがあまり狙わない。
モンド麻雀プロリーグでの対局でも三色同順を狙わない手順があり、解説をしていた土田浩翔は「飯田さんにはこういう切り方をするので三色の神様は微笑まない。かわりに平和の神様が微笑む」と評した。一方で、一度流れをつかむと離さない強さも併せ持ち、土田は飯田との対局を回顧した際「飯田さんのリーチに怖さを感じた」とも評していた。
第5回モンド21王座決定戦では最終第4戦南3局まで優勝を濃厚としていたが、南4局1本場で親の和泉由希子が三倍満をツモ和了りして逆転され、準優勝に終わった。しかし、この局で飯田は和泉の和了牌であったを止めて放銃を回避している。
前局（南4局0本場）終了時の点数状況は以下の通り（カッコ内は第3戦までの通算得点）。
- 飯田正人 22.8（+92.5）
- 土田浩翔 46.0（-6.1）
- 佐々木寿人 12.8（-144.7）
- 和泉由希子 18.4（+58.3）

南4局1本場、4巡目に飯田が手出ししたを和泉がポン（図1参照）。その後、7巡目で和泉はテンパイする（図2参照）。
図1
ドラ=
     
図2
ドラ=
     
一方、和泉がテンパイした7巡目における飯田の手牌は以下の通り（図3参照）。
図3
ドラ=

この後、次巡に和泉の和了牌であるを引いてきたが、これを切らずに放銃を回避した（図4参照）。
図4
ドラ=

結局、飯田は和泉がドラのを暗カンしたこともありを手放すことはなく、和泉のツモ和了りとなった（図5参照）。
図5
ドラ=   カンドラ= 
        
和泉がテンパイした時点では、飯田から和泉の手が高く見えなかったこと（対局後のインタビューで飯田は和泉の手を「4000オールくらいだろうと思っていた」と発言）、飯田の手牌がタンヤオ向きである上にをポンされたためが使いにくいこと、さらに点数に関係なく飯田が自ら和了れば優勝が決定する状況であったことから、解説の梶本琢程と馬場裕一は飯田がを掴めば放銃するだろうと話していた。飯田は実際にを掴んだが、これを止めた際、馬場は「これもすごい!」、梶本は「マジッすか!?」と驚嘆の声を上げていた。なお、飯田は対局後に和泉がをポンした時点で「は切れない」と判断し、和了へは向かわず次局勝負と決断したとコメントしていた。

## エピソード
- 「ミスター最高位」「（麻雀）大魔神」（以上、野上武紫）「白鯨」（以上、福島治）などの異名で呼ばれ、金子正輝とともに最高位戦の2枚看板を形成していた。
- 死後、2012年6月27日には最高位戦日本プロ麻雀協会主催による「飯田正人永世最高位お別れの会」が開かれた[2][5]ほか、MONDO TVでも在りし日の対局や足跡などを振り返った追悼特別番組「プロ雀士・飯田正人スペシャル その偉大なる軌跡」が放送された（インターネットでも有料配信）。

## 獲得タイトル
- 王位 1期（第17期）
- 最強位 1期（第7期）
- 最高位 10期（第14〜17期・20期・23期・25期・28期・33期・34期） - 永世最高位(2018年現在唯一の保持)
- 最高位戦Classic 1期（第2期）
- 八翔位 1期（第5期）
- 麻雀プログランプリ 2期（第1期・4期）
- 無双位 2期（第11期・12期）
- モンド21杯 1期（第4回）
- モンド21名人戦 3期（第1回・3回・6回）

## 出演

### テレビ
- モンド麻雀プロリーグ（MONDO TV）
- プロ雀士・飯田正人スペシャル その偉大なる軌跡（2012年12月1日、MONDO TV）[6]

## 作品

### 一般DVD
- プロ麻雀リーグ プロが選ぶ一局編（2005年3月30日、エイベックス）
- プロ麻雀リーグ 役満編（2005年3月30日、エイベックス）

## 出版

### 著書
- 「麻雀・必勝の戦術 - 実力No.1プロが教える負けない全方位打法」（2000年1月、日本文芸社）ISBN 453712010X
- 「麻雀攻めの法則―大魔神・飯田正人の重厚麻雀」（2006年7月26日、毎日コミュニケーションズ）ISBN 4839917450